# Eminenza frontale
Sull'osso frontale, su entrambi i lati della sutura frontale, circa 3 cm. sopra il margine sopraorbitale, si trova una protuberanza arrotondata, l'eminenza frontale (tubercolo frontale).
Queste eminenze cambiano molto fra i vari individui per quanto riguarda le dimensioni, sono in talune occasioni asimmetriche, e sono specialmente prominenti nelle ossa giovani; la superficie dell'osso sopra di loro è liscia, e coperta dalla galea aponeurotica.